# Andrij Sybiha
Andrij Iwanowycz Sybiha, ukr. Андрій Іванович Сибіга (ur. 1 stycznia 1975 w Zborowie) – ukraiński dyplomata i urzędnik państwowy, ambasador w Turcji (2016–2021), zastępca szefa Biura Prezydenta Ukrainy (2021–2024), w 2024 wiceminister spraw zagranicznych, od 2024 minister spraw zagranicznych.

## Życiorys
Absolwent Lwowskiego Uniwersytetu Narodowego im. Iwana Franki, na którym ukończył stosunki międzynarodowe (1997) oraz prawo (1999). Od drugiej połowy lat 90. zawodowo związany z Ministerstwem Spraw Zagranicznych Ukrainy, stopniowo awansując w jego strukturze. W latach 2008–2012 był radcą-ministrem w ambasadzie Ukrainy w Polsce. W 2012 został p.o. dyrektora, a następnie dyrektorem departamentu służby konsularnej w MSZ. W 2016 powołany na stanowisko ambasadora Ukrainy w Turcji, funkcję tę pełnił do 2021. W tym samym roku został mianowany zastępcą szefa Biura Prezydenta Ukrainy.
W kwietniu 2024 objął funkcję pierwszego wiceministra spraw zagranicznych. 5 września tego samego roku Rada Najwyższa Ukrainy na wniosek prezydenta Wołodymyra Zełenskiego powołała go na urząd ministra spraw zagranicznych w rządzie Denysa Szmyhala (w miejsce Dmytra Kułeby). Pozostał na tej funkcji również w utworzonym 17 lipca 2025 gabinecie Julii Swyrydenko.

## Odznaczenia
- Order „Za zasługi” stopnia III (2020)[5] i II (2021)[6]

## Życie prywatne
Jest żonaty, ma troje dzieci. Posługuje się językiem angielskim i polskim.